# カトウコトノ
カトウ コトノ（6月15日 - ）は、日本の漫画家。女性。新潟県見附市出身、新潟県在住。血液型はO型。日本アニメ・マンガ専門学校マンガクリエイト科出身。2007年に『月刊少年シリウス』（講談社）に掲載された『アナスタシアの親衛隊長』でデビュー。同年から同誌にて『将国のアルタイル』を連載した。

## 来歴

### 生い立ち
幼少期は『オバケのQ太郎』『ドラえもん』などのテレビアニメが好きだった。漫画を描き始めたのは幼稚園のころで、アニメの真似をして、絵本のような感覚で画用紙1枚に1コマを描いていたという。母親が手塚治虫のファンで、家に漫画があったことが描き始めたきっかけである。幼稚園のころはとにかく「姫キャラに憧れていた」のだという。このころからカトウは「ぼんやり漫画家になりたい」と考えていた。
学生時代には母の進言もあり、あえて文科系を選ばずに体育会系であるテニス部に所属していた。部活動で経験したスポコン体験は生かされているという。

### 大学時代からデビューまで
明治大学に入学。東京で一人暮らしをしていた大学4年生の時に新潟県中越地震を経験し、それがきっかけとなり、カトウは新潟や家族への思いを再認識した。家族の死を身近に感じ、自分が東京にいる間に家族が新潟で亡くなってしまったら後悔すると考え、新潟に帰ることを決意。大学を卒業後、新潟県で活動している理由は、ひと言でいえば「新潟が好き、家族が好き」だからだと答えている。その後日本アニメ・マンガ専門学校のマンガクリエイト科に入学。
2006年冬に投稿し、24歳の時にtono名義で投稿した『アナスタシアの親衛隊長』が第5回シリウス新人賞にて入選する。2007年、同作が『月刊少年シリウス』（講談社）4月号に掲載され、デビューを果たす。同年、日本アニメ・マンガ専門学校を卒業。受賞後に読み切りとして考案した『将国のアルタイル』のネームを担当編集者に見せた後、当時の同誌の編集長が「これで連載を描いていい」と言ったことにより、同誌9月号より同作の連載を開始。家族がいると精神的に楽だといい、共に暮らしながら漫画家の仕事をしている。

### 新潟での活動
2010年2月、新潟市民芸術文化会館で開催された「第12回 にいがたマンガ大賞フェスティバル」にて、新潟出身の漫画家6人の原画展が行われ、カトウの原画も展示される。翌年の2月26日と27日に行われた「新潟国際アニメ・マンガフェスティバル2011」ではトークショーに出演し、同時に原画展も開催され、展示された描きおろしイラストを寄稿。
2012年2月に行われた「にいがたアニメ・マンガフェスティバル2012」では会場が万代・白山・古町の3つのエリアにわかれており、万代エリアで開催の原画展にカトウが参加。

### 漫画賞受賞とテレビアニメ化
2017年、『将国のアルタイル』が第41回（平成29年度）講談社漫画賞少年部門を受賞。同年7月、同作がテレビアニメ化される。テレビアニメのアフレコ現場にカトウが訪問している。テレビアニメ化を記念して、同年9月9日から10月9日までGoFaにて原画展「将国のアルタイル原画展 〜大将国展〜」を開催。本原画展は、10月21日から11月26日まで新潟・新潟市マンガ・アニメ情報館でも開催。

## 作風

### 画力
デビュー時には画力と心理描写が評され、新人賞を受賞。『将国のアルタイル』にて、新人らしからぬ完成度の高い端麗で美しい絵柄と、重厚なストーリー構成で人気を集める。
声優の古川慎によるとカトウの描くキャラクターには色気があるといい、同じく声優の村瀬歩も「男性キャラクターにもすごく色気を感じ」、「流し目が美し」いと評している。声優のKENNも「美しい絵」だと話している。ロックバンドのシドのマオは「キャラ達がカッコいい」、明希はカトウの絵のタッチが好きだといい、『将国のアルタイル』では「細かい設定やバトルシーン」も魅力的であると話している。
2017年ごろには「独創的な世界観と洗練されたキャラクター」、「戦略とアクションが織り成すストーリー」を描いたとして注目された。

### 漫画制作
まずプロットに約2日をかける。担当編集者と相談して大まかな内容を決定する場合と、ワープロで章ごとに構想する場合がある。「集中力を高めるため」、無音で作業を行っている。ネームには約7日から15日ほど要する。「重要なコマは表情までしっかりと」伝わるように描き、「複雑なシーンは文章で状況を説明」するように制作。下書きの段階でアシスタントが入り、背景やそのペン入れ作業がカトウの執筆と同時進行で行われる。作画作業中はカトウやアシスタントがそれぞれ好みの音楽を聴いて制作している。カトウが聴いているのは「トルコの音楽や西洋のクラシックなど」、『将国のアルタイル』のアニメの劇伴」である。すべてのページの下書きが終了した後にペン入れが行われ、仕上げをして完成となる。作画はフルアナログで行われている。カラーイラストは、ラフで1日、線画で1日、ペン入れに1日、色塗りで2日ほどかけて制作。絵を描く上で「面倒くさがらずに描くこと」と「細かいところに好きなものを入れること」を大切にして制作している。
「お風呂やトイレなど、狭い空間で一人」になり、ネタを考えている。「面白いと思える話を描けている時」を楽しいと感じ、「面白いと思える話を描けない時」を辛く感じるという。2020年時点での目標は、「『将国のアルタイル』を、最後まで全力で描き切ること」である。

## 人物

### 影響を受けた作品
最も影響を受けた漫画家は、冨樫義博。カトウによると、展開が全く読めずセオリー通りではない展開に、衝撃を受けたという。それに影響を受け、『将国のアルタイル』の結末に白黒つけない、世間一般の価値観を覆すような展開を心がけてられている。
2018年の『月刊少年シリウス』のインタビューでは、好きな漫画に『ヒストリエ』を挙げている。

### 新潟に対する考え
故郷である新潟が「アニメ・マンガ大国」として国内外に発信されていくことについて、「漫画家にとってやりやすい環境が新潟に整うことになると思うため、嬉しい」という。新潟で良いところとして「腕のいいアシスタントが揃うこと」を挙げており、「日本アニメ・マンガ専門学校の教育の賜物」だと語っている。
東京にある出版社とはほぼFAXと電話でやり取りをしているが、不自由を感じたことはなく、このために良いFAXを入れたのだという。
新潟に対して「アニメや漫画を観光資源にして集客ができるようになるといい」と期待している。出身である見附市にあるアンテナショップ「みらい市場」ではカトウをデビュー時から応援しており、市出身者応援企画として小説家や料理研究家とともにカトウの本が置かれている。

## 作品リスト

### 漫画作品
- アナスタシアの親衛隊長（『月刊少年シリウス』2007年4月号[9]） - 『将国のアルタイル』単行本第4巻に収録。
- 将国のアルタイル（『月刊少年シリウス』2007年9月号[2] - 2024年1月号[32]、全27巻）

### 原案・監修
- 小国のアルタイルさん（作画：ソガシイナ、『月刊少年シリウス』2012年6月号[33] - 2013年11月号[34]、全1巻） - 原作[33]、『将国のアルタイル』のスピンオフ[33]
- 将国のアルタイル嵬伝 嶌国のスバル（原作：小林裕和、作画：カトウチカ、『月刊少年シリウス』2016年3月号[35] - 2019年6月号[36]、全7巻） - 監修、『将国のアルタイル』のスピンオフ[37]

### 画集
- 『画集 将国のアルタイル』講談社、2017年10月6日発売[38]、ISBN 978-4-06-510441-5、A4変型[39] - 初の画集[38]。

### その他
- 尾玉なみえ『マコちゃんのリップクリーム』完結記念カラーイラスト（『月刊少年シリウス』2014年12月号[40]） - 尾玉と交流のある漫画家として寄稿[40]。
- 人気まんが家60人大集合ポスター 第2弾（『なかよし』2015年4月号[41]） - 創刊60周年記念イラスト寄稿[41]。

## 活動
2011年8月9日から9月11日まで、『将国のアルタイル』の単行本第9巻の発売を記念して、有隣堂ヨドバシAKIBA店にてカトウの原画展を実施。2014年12月6日より東京都の青山のギャラリーGoFaにて『将国のアルタイル』の原画展を開催し、同年12月21日にカトウによるライブペインティングやトークショーを実施。